# Vostox brunneipennis
Vostox brunneipennis je druh hmyzu z čeledi Spongiphoridae. Přirozeně se vyskytuje v Severní, ve Střední a v Jižní Americe. Jako první tento druh v roce 1838 popsal francouzský entomolog Jean Guillaume Audinet-Serville.

## Fotogalerie

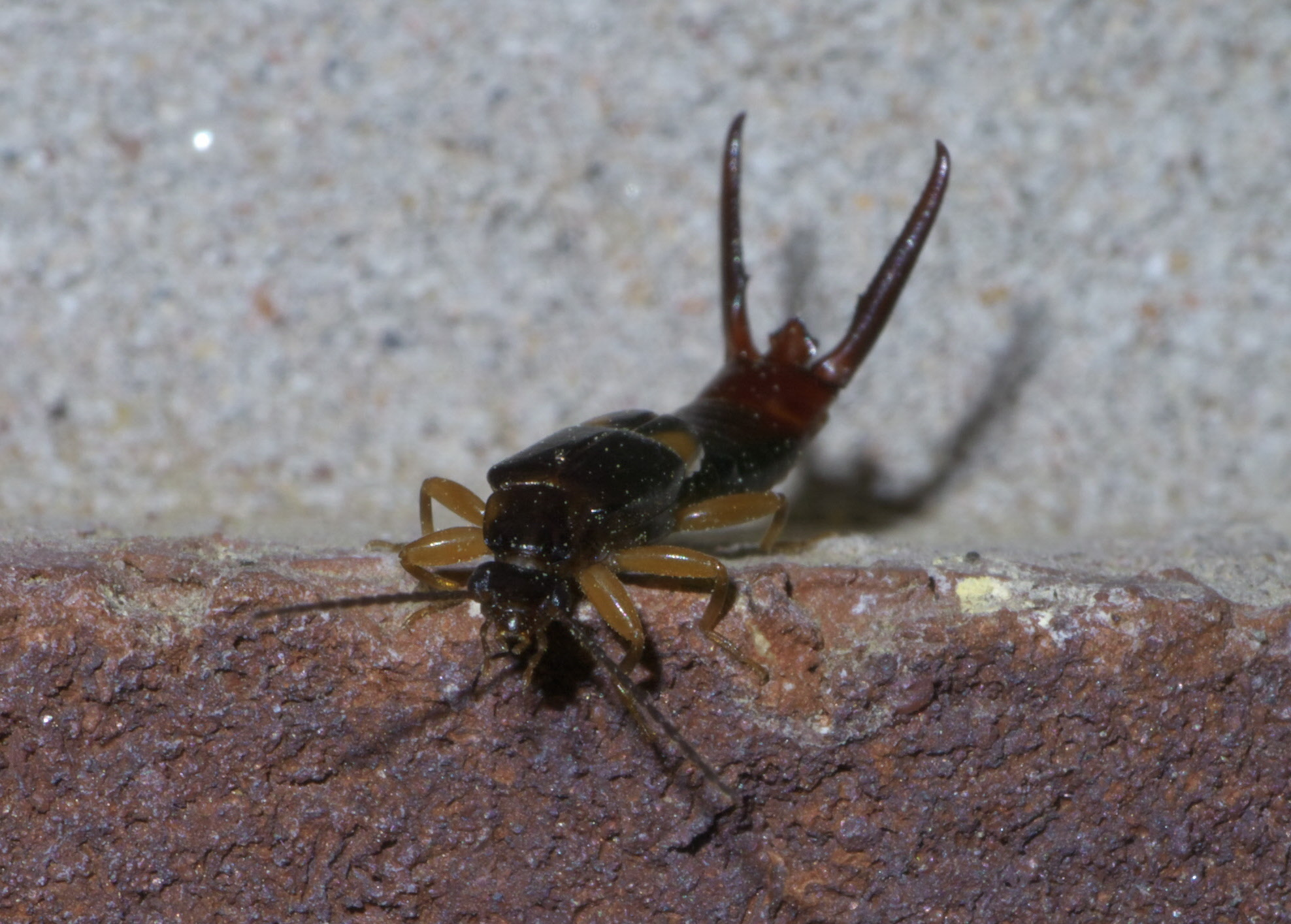
Vostox brunneipennis, Oklahoma
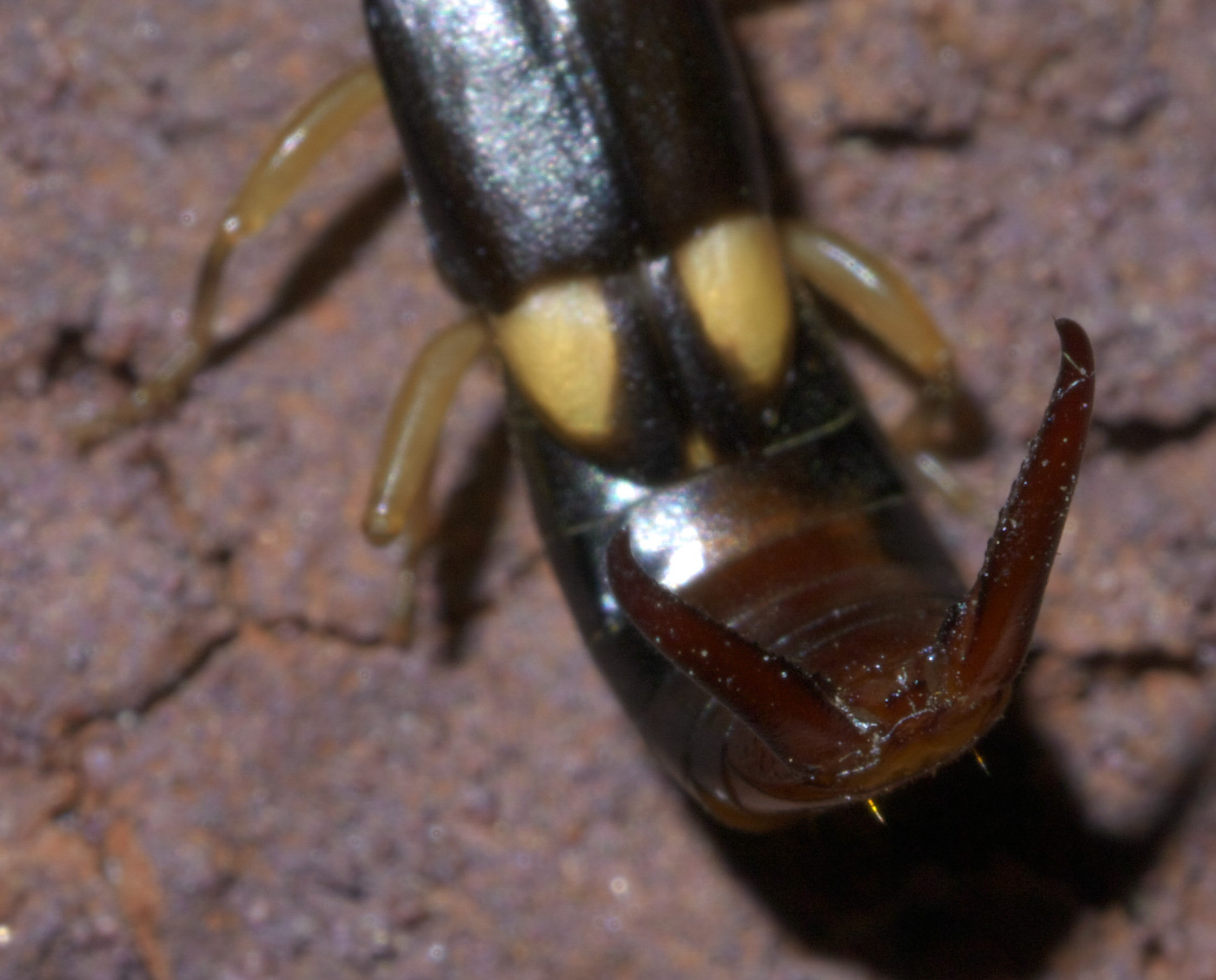
Detailní pohled na zadeček